# Habiba von Valencia
Habiba von Valencia (auch Thona oder Thoma; arabisch حبيبة, DMG Ḥabība; gestorben 1112 oder 1127) war eine andalusische Gelehrte im Kalifat von Córdoba.
Habiba stammte aus Valencia und hinterließ nach Hammer-Purgstall „treffliche Werke“ über Grammatik und Rechtswissenschaft. Er gibt ihr Sterbejahr mit 1112 (bzw. 506 nach dem islamischen Kalender) an, während Hales Woman’s Record 1127 nennt.
Judy Chicago widmete Habiba eine Inschrift auf den dreieckigen Bodenfliesen des Heritage Floor ihrer Installation The Dinner Party. Die mit dem Namen Thoma beschrifteten Porzellanfliesen sind dem Platz mit dem Gedeck für die Gandersheimer Kanonisse Hrotsvit zugeordnet.